# Suntory
Suntory Holdings Limited (яп. サントリーホールディングス株式会社, Santorī Hōrudingusu Kabushiki-gaisha) (обычно называемая просто Suntory) — японская транснациональная группа компаний, занимающаяся пивоварением и производством спиртных напитков. Штаб-квартира компании расположена в Осаке.
Основанная в 1899 году, Suntory является одной из старейших компаний Японии в сфере дистрибуции алкогольной продукции и производства японского виски. Со временем компания расширила свою деятельность, занявшись выпуском безалкогольных напитков и управлением сетями заведений общественного питания. После приобретения американской компании Beam Inc. в 2014 году Suntory значительно укрепила свои позиции на международной арене, став третьим по объёму производителем спиртных напитков в мире.

## История

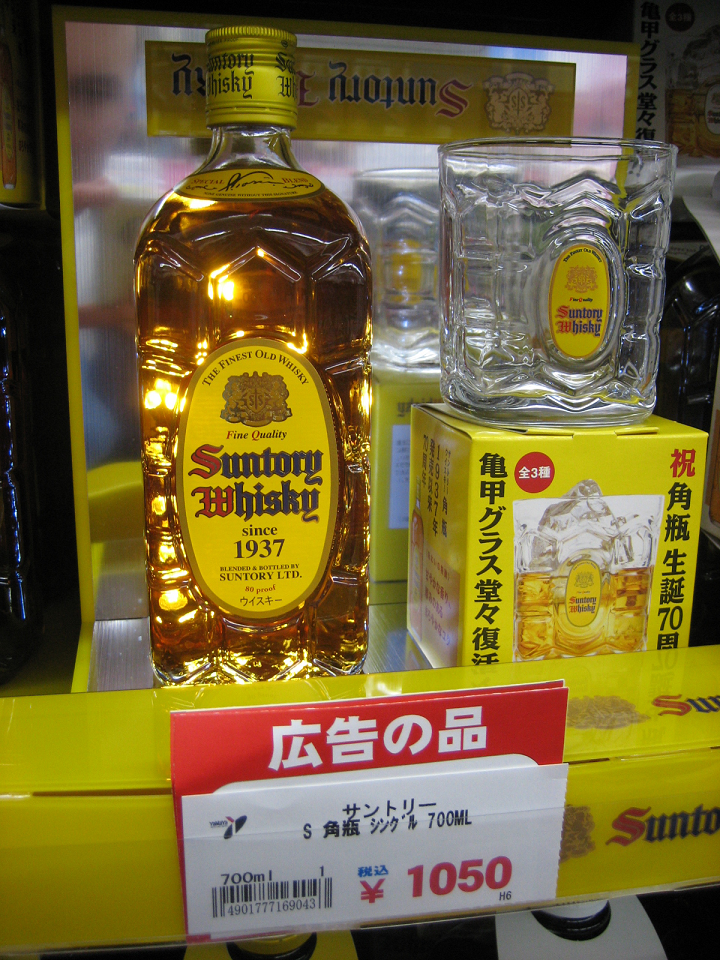
Витрина с бутылками виски Suntory Kakubin («гранёная бутылка»)

Компания Suntory была основана Синдзиро Тории, который 1 февраля 1899 года открыл магазин Torii Shōten в Осаке для продажи импортных вин. В 1907 году магазин начал продавать креплёное вино под названием «Портовое вино Акадама» («Акадама» буквально означает «красный шар», эвфемизм для солнца). В 1921 году компания получила название Kotobukiya. В 1923 году Тории построил первый в Японии завод по производству солодового виски Yamazaki Distillery. Производство началось в декабре 1924 года, а через пять лет началась продаже Suntory Whisky Shirofuda (White Label), первый односолодовый виски, произведённый в Японии.
Из-за дефицита во время Второй мировой войны Kotobukiya была вынуждена приостановить разработку новых продуктов, но в 1946 году она выпустила виски Torys, который хорошо продавался в послевоенной Японии. В 1961 году Kotobukiya запустила рекламную кампанию «Выпей Torys и отправляйся на Гавайи». В то время поездка за границу считалась возможностью, которая выпадает раз в жизни. В 1963 году компания Kotobukiya изменила своё название на Suntory, взяв его от названия производимого ей виски, которое произошло от английского «Sun» (отсылка к вину «Акадама») + Tory, англизированной версии имени Тории. В том же году пивной завод Musashino начал производство пива Suntory. В 1997 году компания стала единственным в Японии бутилировщиком, дистрибьютором и лицензиатом продукции Pepsi.

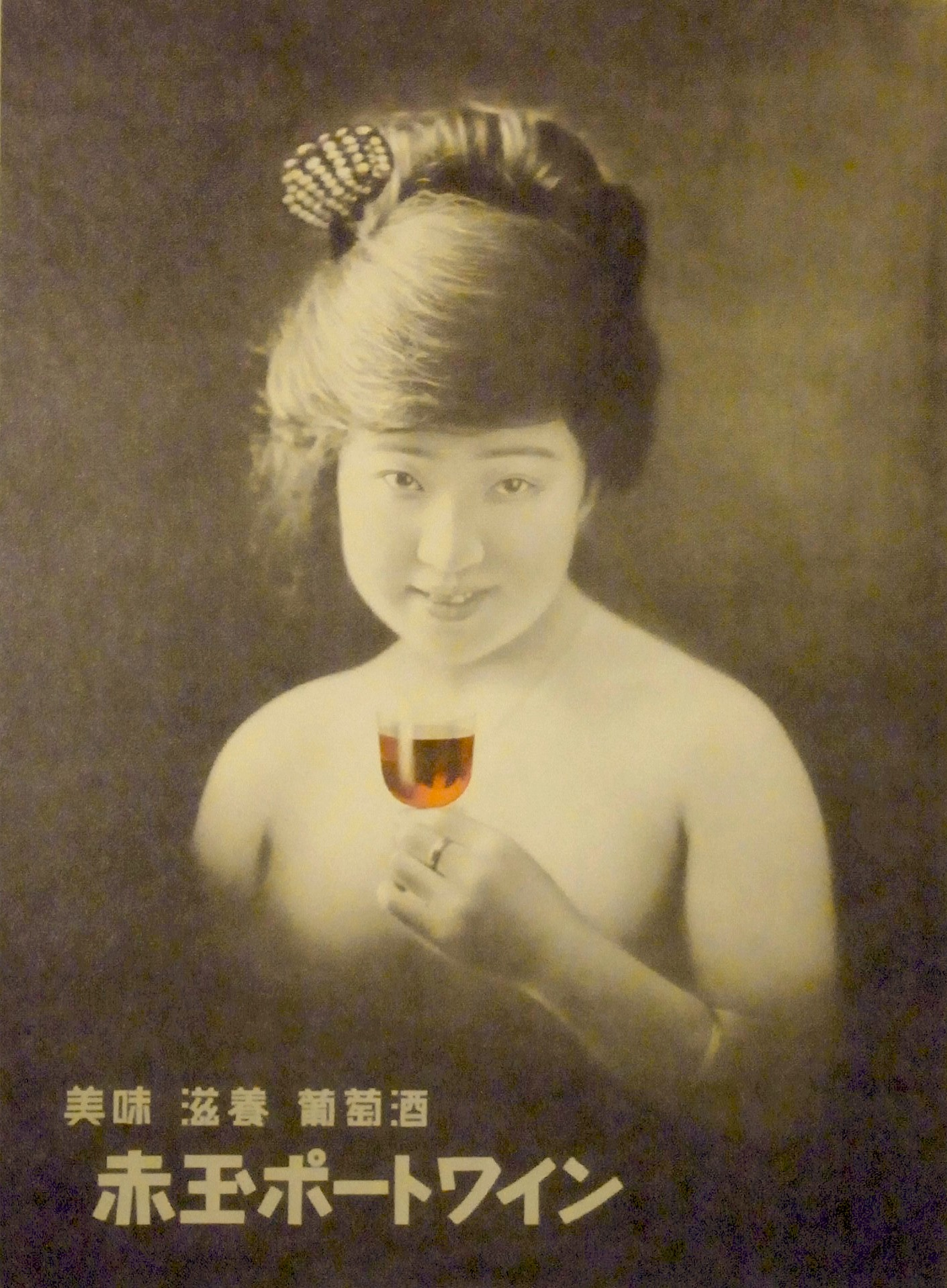
Рекламный плакат «Портового вина Акадама», первый рекламный плакат с обнажённой натурой в Японии, 1922 год

14 июля 2009 года Kirin объявила, что ведёт переговоры с Suntory о слиянии. 8 февраля 2010 года было объявлено, что переговоры между двумя компаниями прекращены.
В 2009 году Suntory приобрела безалкогольный напиток Orangina за 300 млрд иен и энергетические напитки Frucor за 600 млн евро. 2 июля 2013 года компания дебютировала на Токийской фондовой бирже и привлекла почти 4 млрд долларов США.
В сентябре 2013 года Suntory приобрела подразделение по производству напитков компании GlaxoSmithKline. Это включало бренды Lucozade и Ribena, однако сделка не включала Horlicks.
В январе 2014 года Suntory объявила о заключении соглашения о покупке крупнейшего американского производителя бурбона Beam Inc. (производителя Jim Beam) за 16 миллиардов долларов США. Эта сделка сделает Suntory третьим по величине производителем спиртных напитков в мире. Приобретение было завершено в апреле 2014 года, когда было объявлено, что Beam будет переименован в Beam Suntory.

## Реклама
Suntory была одной из первых восточноазиатских компаний, которая специально использовала американских знаменитостей для рекламы своей продукции. Одним из самых известных является Сэмми Дэвис-младший, который снялся в серии рекламных роликов Suntory в начале 1970-х годов. В конце 1970-х годов Акира Куросава снял серию рекламных роликов с участием американских знаменитостей на съёмках своего фильма «Кагемуся: Тень воина». В одном из них снялся Фрэнсис Форд Коппола (исполнительный продюсер фильма), что впоследствии вдохновило его дочь Софию Копполу на написание фильма «Трудности перевода», в котором речь идёт об американском актёре (его играет Билл Мюррей), снимающемся в рекламе Suntory в Токио.